# (35211) 1994 RR2
1994 RR2 (asteroide 35211) é um asteroide da cintura principal. Possui uma excentricidade de 0.01789190 e uma inclinação de 3.14647º.
Este asteroide foi descoberto no dia 2 de setembro de 1994 por Spacewatch em Kitt Peak.